# Asheville 300 1966
Asheville 300 1966 var ett stockcarlopp ingående i Nascar Grand National Series (nuvarande Nascar Cup Series) som kördes 3 juni 1966 på den 0,333 mile (535,912 m) långa ovalbanan New Asheville Speedway i Asheville i South Carolina. Totalt avverkades 99,9 miles (160,773 km) fördelat på 300 varv. Banunderlaget var dirt. Loppet vanns av David Pearson i en Dodge på tiden 1:32.20 körande för Owens Racing. Pearsons snitthastighet uppgick till 64,917 mph. Han var vid målgång ensam förare på ledarvarvet, ett varv före tvåan J.T. Putney. Prispotten uppgick till 4 740 dollar, varav 1 000 dollar gick till segraren. 

## Resultat
| Plc     | Nr | Förare        | Team/ bilägare           | Konstruktör | Start | Varv | Ledda varv |
| ------- | -- | ------------- | ------------------------ | ----------- | ----- | ---- | ---------- |
| 1       | 6  | David Pearson | Owens Racing             | Dodge       | 2     | 300  | 291        |
| 2       | 19 | J.T. Putney   | J.T. Putney              | Chevrolet   | 3     | 299  | 0          |
| 3       | 4  | John Sears    | DeWitt Racing            | Ford        | 11    | 286  | 0          |
| 4       | 48 | James Hylton  | Bud Hartje               | Dodge       | 6     | 285  | 0          |
| 5       | 92 | Hank Thomas   | W.S. Jenkins             | Ford        | 8     | 284  | 0          |
| 6       | 34 | Wendell Scott | Scott Racing             | Ford        | 14    | 282  | 0          |
| 7       | 97 | Henley Gray   | Gray Racing              | Ford        | 12    | 281  | 0          |
| 8       | 70 | J.D. McDuffie | McDuffie Racing          | Ford        | 22    | 278  | 0          |
| 9       | 87 | Buck Baker    | Buck Baker Racing        | Oldsmobile  | 9     | 273  | 0          |
| 10      | 20 | Clyde Lynn    | Negre Racing             | Ford        | 17    | 262  | 0          |
| 11      | 64 | Elmo Langley  | Langley-Woodfield Racing | Ford        | 5     | 262  | 0          |
| 12      | 93 | Blackie Watt  | Harry Neal               | Ford        | 16    | 261  | 0          |
| 13      | 35 | Max Ledbetter | Ken Carpenter            | Oldsmobile  | 18    | 234  | 0          |
| 14      | 18 | Stick Elliott | Toy Bolton               | Chevrolet   | 13    | 169  | 0          |
| 15      | 45 | Bill Latham   | Seifert Racing           | Ford        | 21    | 153  | 0          |
| 16      | 9  | Roy Tyner     | Truett Rodgers           | Chevrolet   | 20    | 103  | 0          |
| 17      | 43 | Richard Petty | Petty Enterprises        | Plymouth    | 1     | 89   | 9          |
| 18      | 02 | Doug Cooper   | Bob Cooper               | Plymouth    | 10    | 51   | 0          |
| 19      | 00 | Jack Ingram   | Emory Gilliam            | Dodge       | 4     | 14   | 0          |
| 20      | 73 | Buddy Baker   | Joan Petre               | Ford        | 7     | 12   | 0          |
| 21      | 86 | Neil Castles  | Buck Baker Racing        | Plymouth    | 15    | 8    | 0          |
| 22      | 53 | Jimmy Helms   | David Warren             | Ford        | 19    | 8    | 0          |
| Källor: |    |               |                          |             |       |      |            |